# Ponta do Pico
Ponta do Pico (portugalsky také Montanha do Pico, Serra do Pico; Pico Alto nebo jen Pico) je aktivní stratovulkán na ostrově Pico v souostroví Azory. S nadmořskou výškou 2351 metrů je nejvyšší horou Portugalska a celého středoatlantského hřbetu. Nejvyšší horou pevninského Portugalska je Torre (1993 m n. m.) v pohoří Serra da Estrela.

## Erupce
V letech 1562–64 sopka vyvrhla jihovýchodním směrem proudy lávy, které dosáhly až k moři. Při erupci z roku 1718 se situace opakovala. K poslední známé erupci došlo v prosinci 1720.

## Fotografie

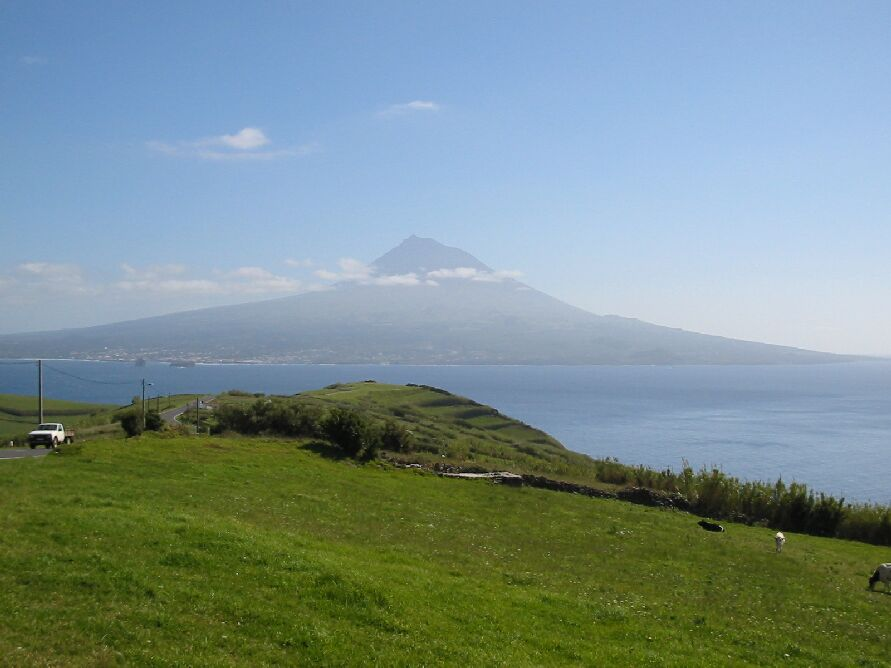
Pohled z ostrova Faial

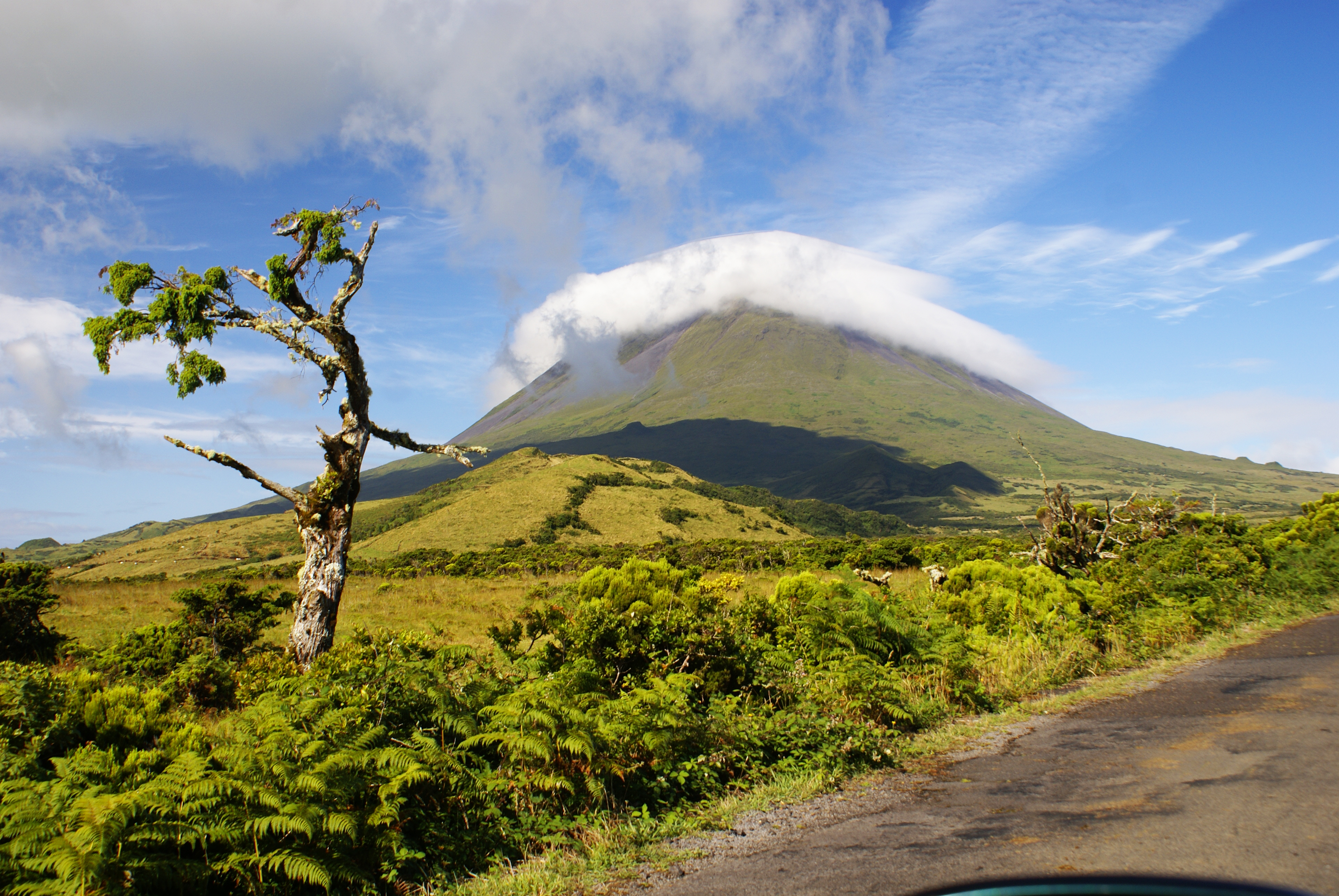
Vrchol přikrytý mraky

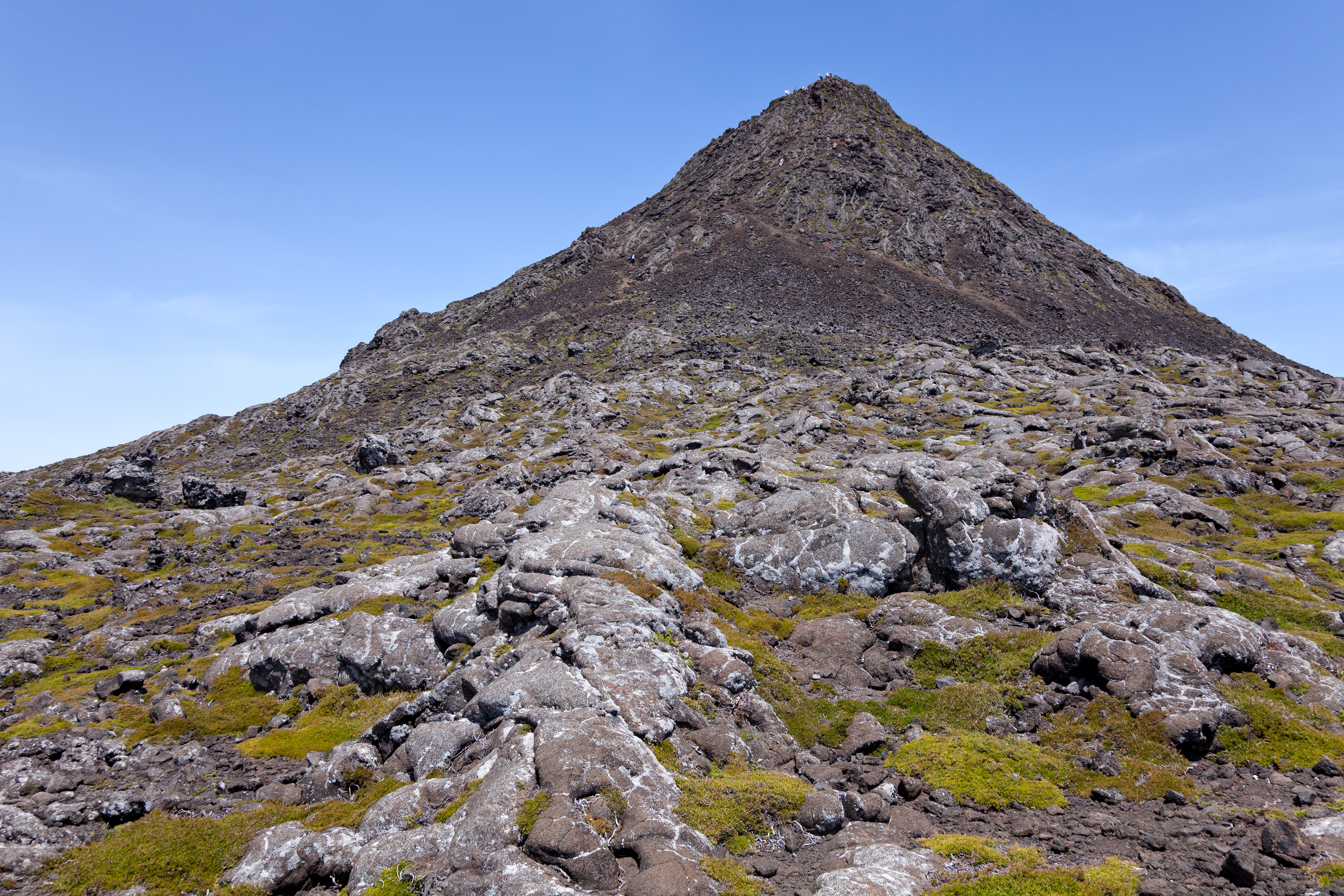
Vrchol Ponta do Pico

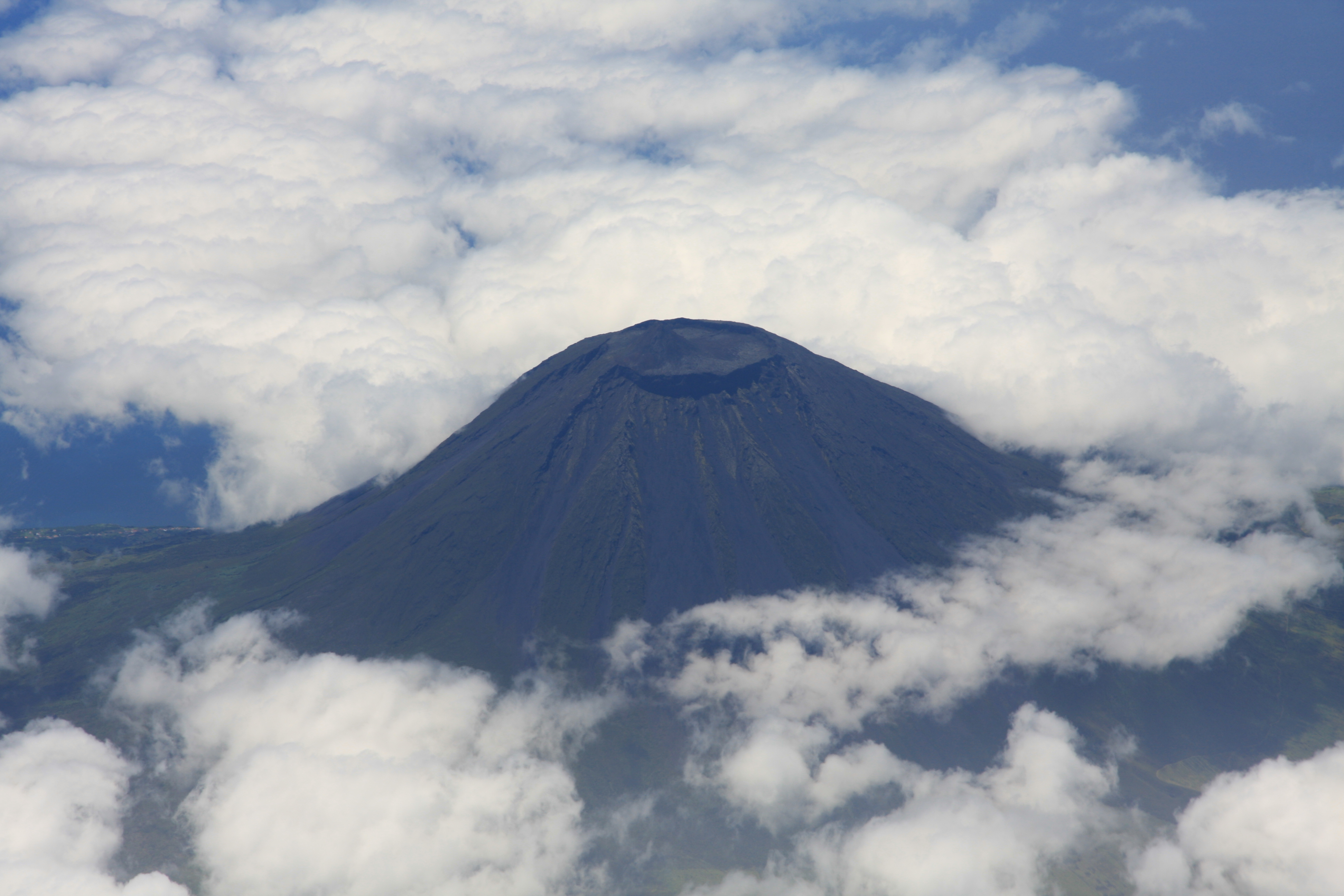
Letecký snímek vrcholu